# معهد الصين للطاقة الذرية
معهد الصين للطاقة الذرية (في اللغة الصينية: 中国科学技术协会; في نظام بينيين: Zhōngguó Kēxué Jìshù Xiéhuì) ، الذي كان يُعرف سابقًا باسم معهد الطاقة الذرية التابع للأكاديمية الصينية للعلوم، وهو معهد الأبحاث الرئيسي التابع للمؤسسة النووية الوطنية الصينية.   تأسس عام 1950، حيث تجري في المعهد أبحاثًا في مجالات الفيزياء النووية والهندسة النووية والكيمياء الإشعاعية وتطوير التكنولوجيا النووية.  

## أنظر أيضا
- الطاقة النووية في الصين